# Walter Greif
Walter Martin Greif (* 30. Juni 1911 in Wien; † 1944 im KZ Auschwitz) war ein österreichischer politischer Funktionär.

## Leben und Tätigkeit
Greif war der Sohn einer Wiener Kaufmannsfamilie jüdischer Abstammung. Nach dem Besuch des Realgymnasiums im 8. Wiener Bezirk studierte Greif ab 1930 Maschinenbau an der Technischen Hochschule Wien. Im März 1933 legte er die 1. Staatsprüfung in seinem Fach ab.
Während seines Studiums begann Greif sich im Verband sozialistischer Studenten zu betätigen. 1934 wandte er sich von der Sozialdemokratie ab und schloss sich der – damals bereits von den Machthabern für illegal erklärten – Kommunistischen Partei Österreichs (KPÖ) an. Zugleich trat er im März 1934 in die Einheitspartei Vaterländische Front ein.
Bei einer kommunistischen Kundgebung im 1934 wurde Greif auf der Schmelz verhaftet. Er wurde vom 12. April bis zum 24. September 1934 im Anhaltelager Wöllersdorf inhaftiert.
Er wurde zu einer Haftstrafe von sechs Wochen verurteilt und für das gesamte Studienjahr 1934/35 von allen österreichischen Hochschulen verbannt. Nach Wiederaufnahme seiner Ausbildung konnte er diese am 8. März 1937 mit dem Bestehen der 2. Staatsprüfung abschließen.
Im April 1937 ging Greif nach Spanien: Er schloss sich den Internationalen Brigaden an, die in dem 1936 ausgebrochenen Spanischen Bürgerkrieg auf Seiten der Republikaner gegen die Faschisten um Francisco Franco kämpften. Als sich die Niederlage der Republikaner abzuzeichnen begann, wurde Greif am 12. September 1938 nach Frankreich evakuiert. Nach dem Anschluss Österreichs an das nationalsozialistische Deutsche Reich kam eine Rückkehr in seine Heimat, wo er als Kommunist und Jude mit Verfolgung zu rechnen hatte, für ihn nicht mehr in Frage.
Von den nationalsozialistischen Polizeiorganen wurde Greif als Staatsfeind eingestuft: Im Frühjahr 1940 wurde er vom Reichssicherheitshauptamt, das ihn irrtümlich in Großbritannien vermutete, auf die Sonderfahndungsliste G.B. gesetzt, ein Verzeichnis von Personen, die im Falle einer erfolgreichen deutschen Invasion Großbritanniens durch die Sonderkommandos der SS-Einsatzgruppen mit besonderer Priorität ausfindig gemacht und verhaftet werden sollten.
Im Anschluss an die militärische Besetzung Frankreichs ging Greif, getarnt als elsässischer Arbeiter in den politischen Untergrund. Er schloss sich der Résistance an. Im November 1942 ging er für diese als französischer Zivilarbeiter Alfons Müller verkleidet nach Wien. Dort koordinierte er Kontakte zwischen KPÖ und KPF und widmete sich dem Fälschen von Ausweispapieren. Im August 1943 flog die Widerstandszelle, der er angehörte, auf. Greif, seine Lebensgefährtin Theresia Meller und einige andere wurden am 28. August 1943 von der Gestapo verhaftet.
Greif wurde schließlich ins KZ Auschwitz deportiert, wo er 1944 ums Leben kam. Josef Meisel, ebenfalls Auschwitz-Häftling, erklärte später, dass Greif „eines Tages“ in Auschwitz erschossen wurde.
Seine Lebensgefährtin wurde zum Tode verurteilt und 1945 in Wien hingerichtet.